# Porpoise Subglacial Highlands
Porpoise Subglacial Highlands är en platå i Antarktis. Den ligger i Östantarktis. Australien gör anspråk på området.